# Capparis parviflora
Capparis parviflora là một loài thực vật có hoa trong họ Capparaceae. Loài này được Boiss. mô tả khoa học đầu tiên năm 1843.